# 다크타워: 희망의 탑
《다크타워: 희망의 탑》(The Dark Tower)은 2017년 8월 개봉한 미국의 영화이다. 니콜라이 아르셀 감독 작품으로, 스티븐 킹의 동명 소설을 원작으로 한다.

## 출연
- 이드리스 엘바 - 롤런드 디셰인 / 총잡이
- 매슈 매코너헤이 - 월터 오딤 / 월터 패딕 / 검은 옷의 사나이
- 톰 테일러 - 제이크 체임버스
- 수현 - 아라 캠피그넌
- 프랜 크랜즈 - 핌리
- 애비 리 커쇼 - 티라나
- 재키 얼 헤일리 - 세이어
- 캐서린 위닉 - 로리 체임버스
- 데니스 헤이스버트 - 스티븐 디셰인
- 마이클 바르비에리 - 티미
- 호세 수니가 - 호치키스 박사
- 앨릭스 맥그레거 - 수전 델가도
- 니컬러스 해밀턴 - 루커스 핸슨
- 디웻 네이글 - 타힌 텍